# Карл Генріх Штрац

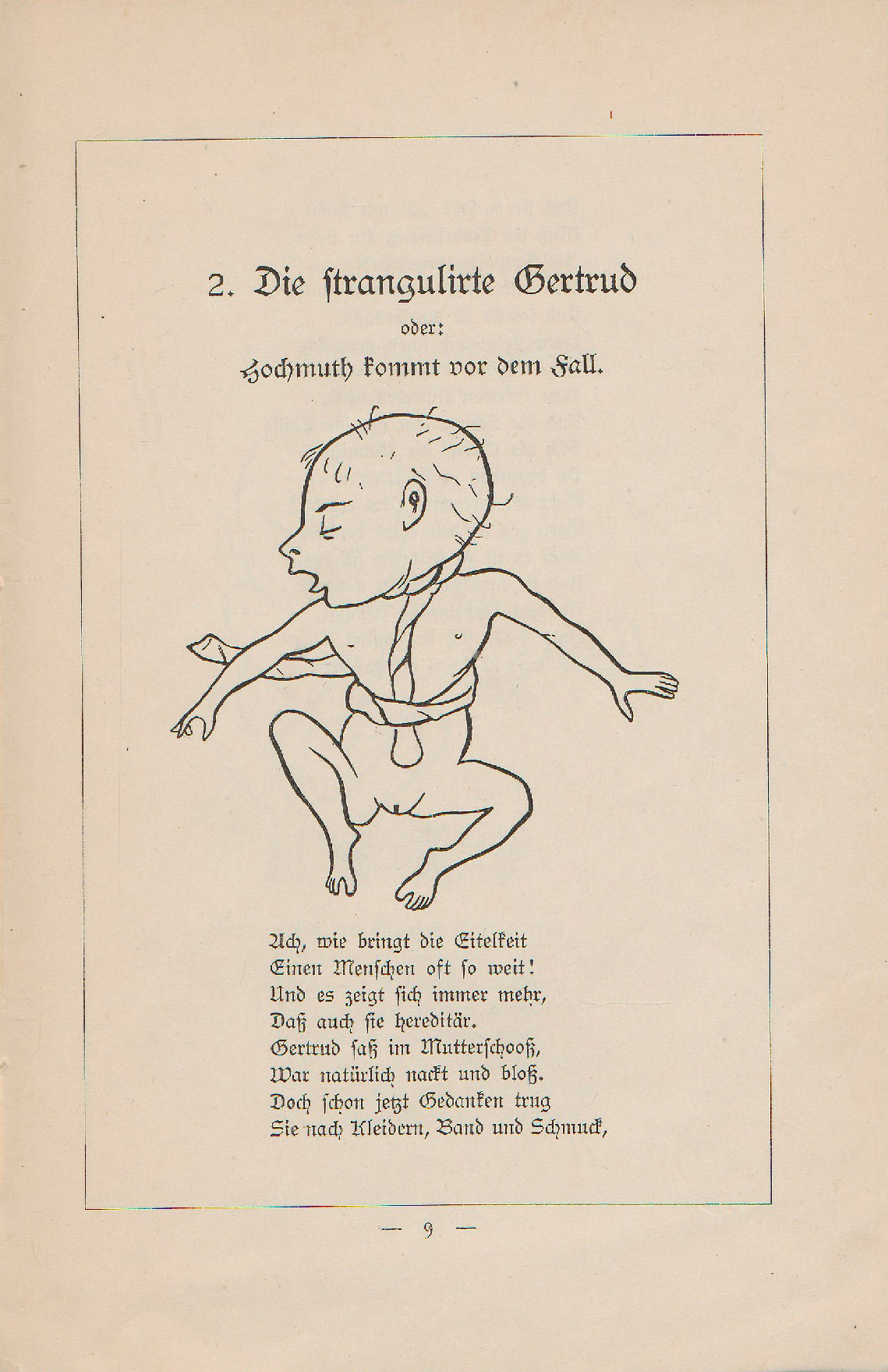
Задушена Гертруда. Представлення обгортання пуповини в короткому гінекологічному Струвельпетері.

Карл Генріх Штрац (нім. Carl Heinrich Stratz; 14 червня 1858, Одеса, Російська Імперія — 21 квітня 1924, Гаага) — німецький антрополог, анатом і лікар. Став відомий завдяки працям з антропології та анатомії в цікавій формі. Карл описував расові відмінності, аналізуючи як представника раси виключно жінку, оскільки вона демонструє поняття роду в більш чистій формі. Також Штрац намагався дати відповідь на питання, що таке «раса».

## Життєпис
Карл Штрац народився 14 червня 1858 року в Одесі. Він був сином багатого торговця. Сім'я була родом з Зімонсвальда, його дідусь, Себастян, мігрував до Росії за часів правління Катерини II. Його брат, Рудольф, був відомим німецьким письменником.
1877 року Карл Штрац почав здобувати медичну освіту в Гайдельберзькому університеті, потім продовжив навчання у Фрайбурзі, а у період з 1881 по 1882 роки навчався у Лейпцигу. 
В серпні 1883 року він отримав докторський ступінь з відзнакою у Гайдельберзі. З 1883 по 1886 роки Карл працював помічником лікаря Карла Шредера в «Клінічному інституті акушерства» Шаріте в Берліні.
Він помер 21 квітня 1924 року в Гаазі.

## Творчий доробок
Публікації Карла мали безліч позитивних рецензій, і самі роботи були надзвичайно успішними. До 1913 року його публікації, що описують красу жіночого тіла, вийшли в 22 виданнях, в 1941 році в 45 виданнях і знаходилися вони практично в будь-якому музеї або бібліотеці. Одними з його найвідоміших робіт є роботи про вивчення пропорцій тіла дітей і підлітків.
Публікації Штраца про людську красу, особливо про красу жіночого тіла часто були проілюстрованими, здебільшого фотографіями оголених дівчат і дівчаток різного походження. Фотографії були зроблені ним та його друзям і колегам.